# Polypore soufré
Laetiporus sulphureus
Espèce
Synonymes
- Boletus sulphureus Bull. 1789 (basionyme)[1]
- Polyporus sulphureus (Bull.) Fr., 1821[1]

Laetiporus sulphureus, le Polypore soufré, est une espèce de champignons basidiomycètes de la famille des Fomitopsidaceae. Ce champignon comestible se rencontre du printemps à l'automne, sur le tronc de nombreuses espèces de feuillus (plus rarement sur conifères).

## Description

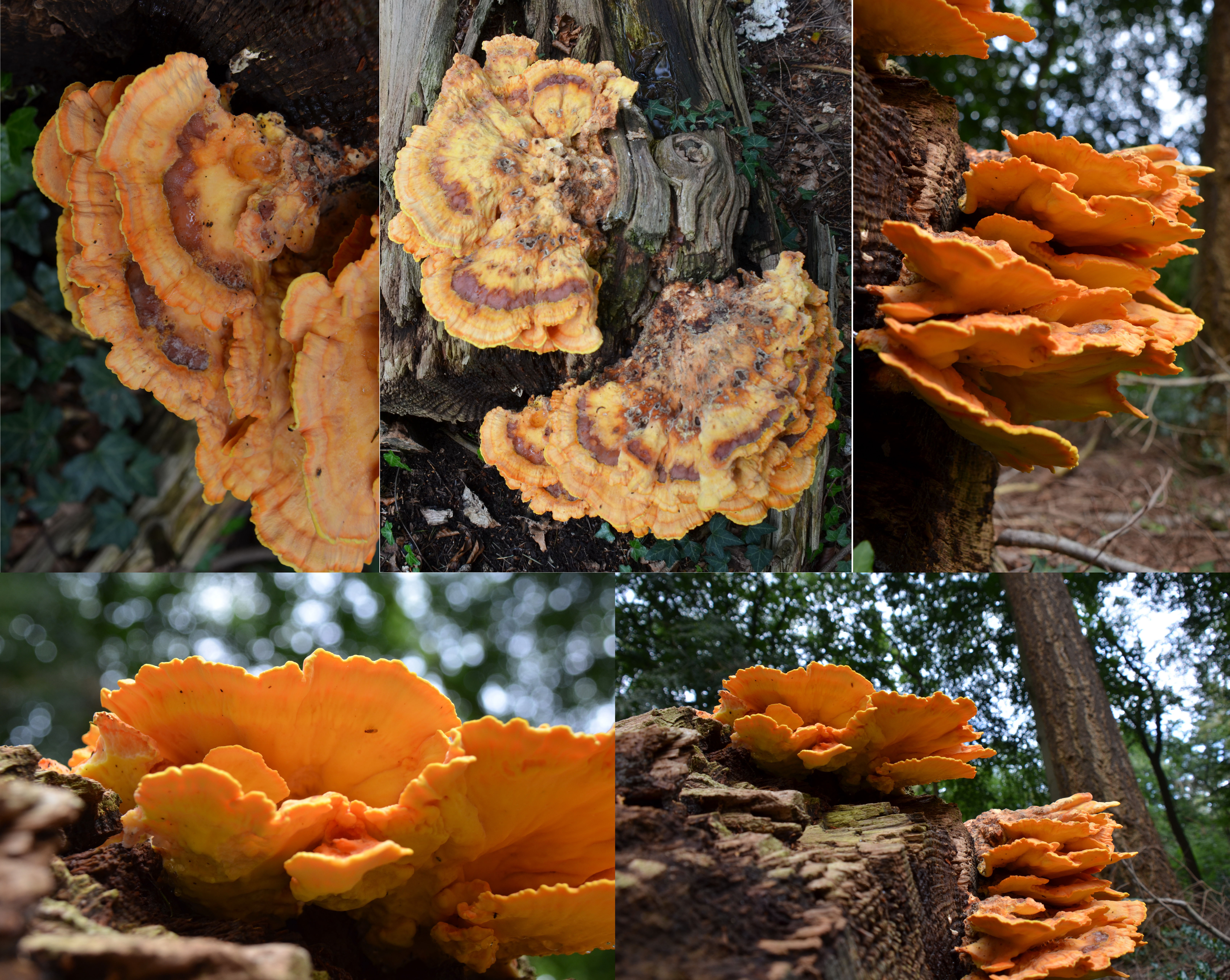
Polypores soufrés (Pays-Bas)

- Chapeaux multiples, sessiles, de 10 à 30 cm de large, exceptionnellement de 50 cm voire plus sur des troncs couchés, étagés et imbriqués en éventail, d'aspect chamoisé, jaune soufre puis jaune orangé. Absence de pied proprement dit, champignon en console sur les troncs.
- Chair de 1 à 3 cm d'épaisseur, blanchâtre, d'abord tendre et exsudant un jus jaunâtre, puis sèche, légère et friable comme du plâtre.
- Odeur fongique forte, d'abord douceâtre rappelant à l'état juvénile celle de la chair de poulet puis évoluant vers celle du cèpe ou du bolet chez les individus plus âgés[2] non caractéristique, saveur acidulée.
- Tubes très fins, jaune soufre plus clair, courts, les pores petits, jaune citron très vif
- Sporée : de couleur blanc-crème

### Confusions possibles
Le Polypore soufré est très caractéristique par ses couleurs jaune et orange et la friabilité de sa chair. En Europe, lorsqu'il est vieillissant et que ses couleurs se sont délavées, il est possible de le confondre avec le Polypore géant sans teintes jaunes et noircissant avec l'âge. En Amérique du Nord, il est possible de le confondre avec Laetiporus huroniensis et Laetiporus gilbertsonii, tous deux spécialisés dans le parasitisme des Eucalyptus.

## Biologie

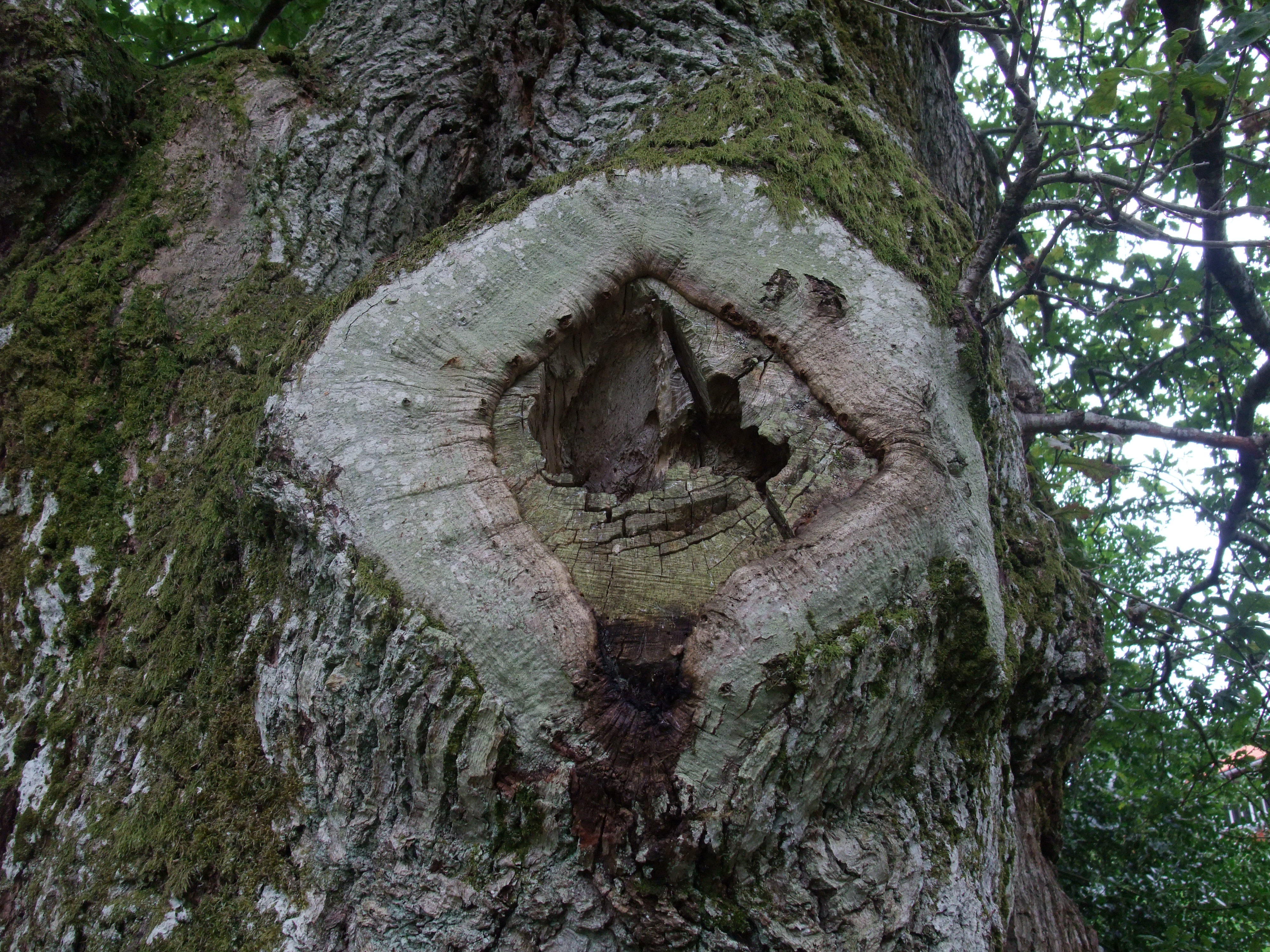
Polypore soufré responsable de la pourriture cubique.

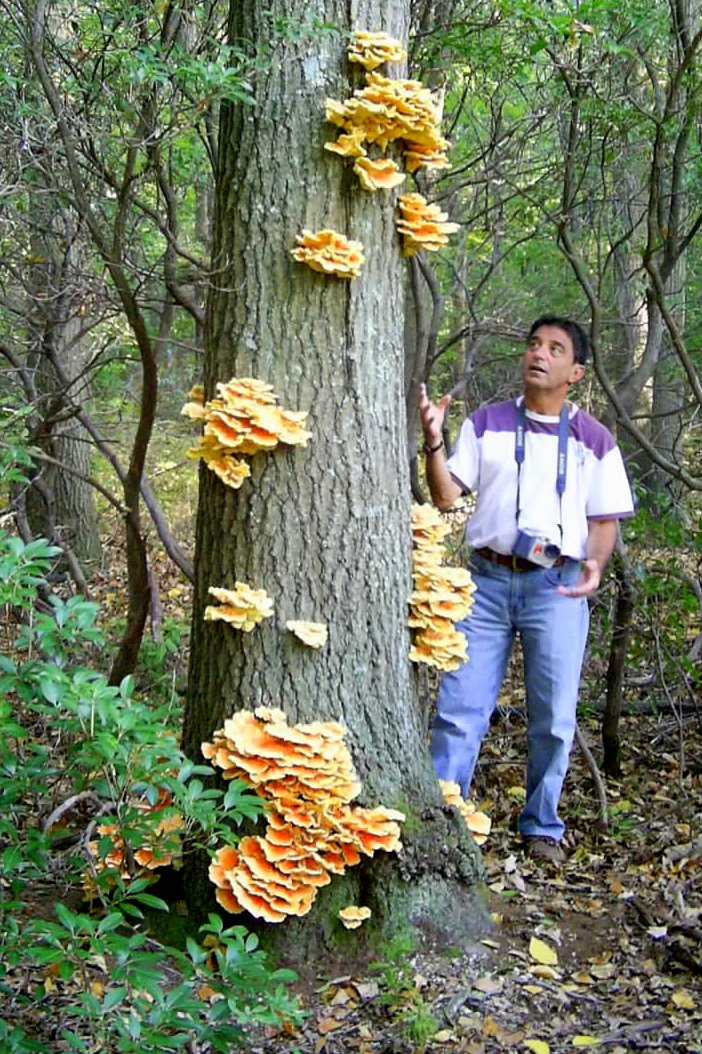
Sur tronc de chêne qui semble fendu et avoir été antérieurement blessé au collet

Le Polypore soufré agit en parasite de blessure ou de faiblesse. Un arbre attaqué meurt rapidement, évidé par l'intérieur, tout en conservant son aspect extérieur. Le champignon peut terminer sa vie en saprophyte.

« Un chêne très âgé de l'Université de Prague s'est ainsi abattu d'un seul coup sur plusieurs personnes par une journée ensoleillée de juillet où il n'y avait pas le moindre souffle de vent, et a fait plusieurs victimes. »

— Henri Romagnesi, Atlas des champignons d'Europe p. 274
Il produit une pourriture brune fatale à son support, mais n'attaque que des arbres blessés, tombés ou affaiblis. Sous son action de décomposition, le bois, coloré en brun à brun rougeâtre, acquiert une texture cubique puis se transforme progressivement en une masse pulvérulente brune.
Le Polypore soufré parasite de nombreux arbres, essentiellement des feuillus et particulièrement les genres Prunus, Pyrus, Robinia et Populus, plus rarement des conifères (Larix, Taxus). Il se développe du printemps à l'automne et peut rapidement atteindre plus de 10 kg par temps humide.
À l'instar de nombreux Polypores, le Polypore soufré est, par son action, l'instigateur d'une faune de coléoptères xylophages et mycétophages riche, variée et très spécifique. À titre d'illustration, l'exploration d'un seul chêne parasité par le Polypore soufré situé dans la forêt de la Grésigne (Tarn) a permis cet inventaire : de nombreux Pentaphyllus testaceus, des Mycetophagus, des Anobiidae du genre Anitys, Microchondrus gibberosus, Lacon punctatus, Lacon querceus, des Paromalus, ainsi que quelques Staphylinidae. Citons également Diaperis boleti, dont les larves se nourrissent de ce Polypore.

## Comestibilité

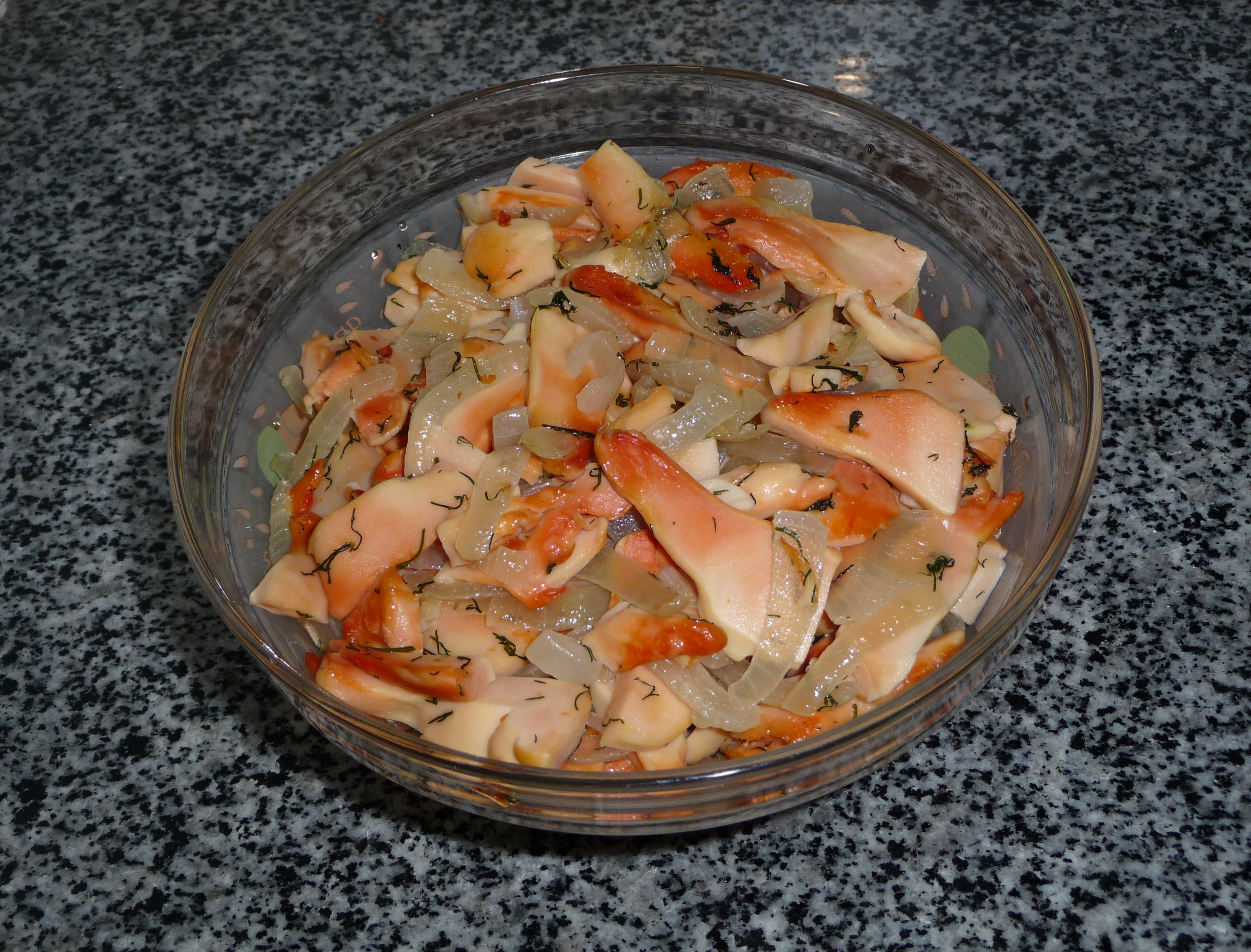
Plat de Polypore soufré aux oignons. Jaune cru, ce polypore rosit à la cuisson.

Selon les mycologues français, la FAO, l'ANSES française et le SPF Santé publique belge, il s'agit d'un bon comestible, à condition qu'il soit jeune et non parasité. Attention cependant, certaines personnes peuvent contracter des désordres intestinaux et des vertiges.
Apprécié aux États-Unis, il porte le nom vernaculaire de chicken of the woods, « Poulet-des-bois », qui, à l'état juvénile, évoque à la fois son goût et le caractère fibreux de sa chair (à l'instar de Lyophyllum decastes tandis que la poule des bois fait référence à son aspect de gros poulet ébouriffé). Sa consommation est ancienne. Il peut être grillé ou cuisiné en sauce à l'instar des viandes blanches.

## Propriétés médicinales
Les propriétés antioxydantes et antimicrobiennes de certains de ses composants (phénoliques notamment) extraits par de l'éthanol ont été étudiées pour d'éventuels usages pour l'industrie agroalimentaire ou pharmaceutique. Ces composants, in vitro se sont montrés antibiotiques vis-à-vis des bactéries Gram négatif et ils ont fortement inhibé la croissance des bactéries Gram positif testées. 

## Biocide
Ce champignon produit une lectine hémolytique toxique ; cette nouvelle lectine (tétramère, de poids 190 kDa, dite Lectine LSL (pour lectine sulphureus L.) présente de fortes similarités structurales avec des toxines bactériennes (une toxine bactérienne MTX2 produite par Bacillus sphaericus contre les moustiques, et la toxine α produite par Clostridium septicum .
L'extrait brut présente aussi une forte activité antifongique sur Candida albicans.

## Mycoremédiation
Cette espèce pourrait être utilisée pour la mycoremédiation (épuration par des champignons) de certains polluants organiques, dont les pesticides minéraux ou métalliques toxiques et non biodégradables utilisés dans certains traitements conservateurs des bois. 
Une étude a évalué la capacité de cette espèce et de deux autres, Fomitopsis palustris et Coniophora puteana, à accumuler à la bioremédiation (ou extraction biologique en l'occurrence) de l'arséniate de cuivre chromaté (ACC) dans des bois traités par ce pesticide non biodégradable une fois que le bois a été acidifié (ce qui rend les métaux plus mobiles et plus bioassimilables). L'acide oxalique permet de lessiver les métaux lourds du bois. Sur une période de fermentation de dix jours, F. palustris et L. sulphureus ont extrait plus d’acide oxalique (respectivement 4,2 g / l et 3,2 g / l ) que C. puteana. Cultivés sur du bois traité et réduit en sciure, ces champignons ont extrait respectivement environ 100 % et 85 % de l'arsenic du bois (alors que C. puteana n’en avait extrait que 18 %). Pour le chrome, C. puteana s'est également montré moins performant, probablement car moins capable d’absorber l'acide oxalique. 
Ceci suggère que F. palustris et Laetiporus sulphureus peuvent assainir du bois (préalablement acidifié), mais laisse aussi penser que ces champignons peuvent accélérer la remise en circulation de métaux accumulés par les arbres au long de leur vie s'ils ont poussé dans une atmosphère polluée, surtout en condition acide.